# Seznam mechelensko-bruselských arcibiskupů

## Arcibiskupové mechelenští
1. 1561-1582 : kardinál Antoine Perrenot de Granvelle
2. 1583-1589 : Jean Hauchin
3. 1596-1620 : Matthias Hovius
4. 1621-1655 : Jacobus Boonen
5. 1657-1666 : André Cruesen
6. 1667-1668 : Jean Wachtendonck
7. 1670-1689 : Alphonse de Berghes
8. 1690-1711 : Humbert Guillaume de Precipiano
9. 1715-1759 : kardinál Thomas-Philippe d’Alsace de Hénin-Liétard
10. 1759-1801 : kardinál Jean-Henri de Frankenberg
11. 1802-1809 : Jean-Armand de Roquelaure
12. 1809-1815 : Dominique Dufour de Pradt
13. 1817-1831 : François-Antoine de Méan
14. 1832-1867 : kardinál Engelbert Sterckx
15. 1867-1883 : kardinál Victor-Auguste Dechamps, C.Ss.R.
16. 1884-1906 : kardinál Pierre-Lambert Goossens
17. 1906-1926 : kardinál Désiré-Joseph Mercier
18. 1926-1961 : kardinál Jozef-Ernest van Roey

## Arcibiskupové mechelensko-bruselští
1. 1961–1979 : kardinál Léon-Joseph Suenens
2. 1979–2010 : kardinál Godfried Danneels
3. 2010–2015 : André-Joseph Léonard
4. 2015–2023 : kardinál Jozef De Kesel
5. 2023– : Luc Terlinden